# Pterocles coronatus
La grandule coronata (Pterocles coronatus M. H. K. Lichtenstein, 1823) è una specie della famiglia degli Pteroclidi originaria di un'ampia fascia di territorio che dall'Africa occidentale si estende fino al Pakistan.

## Descrizione

### Dimensioni
Misura 27-30 cm di lunghezza, per un peso di 240-300 g. L'apertura alare è di 52-63 cm.

### Aspetto
La grandule coronata presenta una caratteristica silhouette tozza, ma con timoniere centrali appuntite. Il maschio esibisce motivi facciali particolarmente sorprendenti, tra cui un cappuccio rossiccio o color vino, una maschera nera, un anello orbitale e un becco bluastri. La femmina, più discreta, presenta faccia e gola di colore giallo chiaro. Le parti superiori marroni o beige sono abbondantemente barrate o macchiate, a differenza delle parti inferiori, di colore uniforme grigio o sabbia privo di disegni di ogni sorta. In volo, le remiganti scure formano un evidente contrasto con il resto delle copritrici, più chiare, e questa particolarità è assolutamente essenziale per differenziare la specie dalla grandule del Senegal (Pterocles senegallus), con la quale può a volte essere confusa. I giovani sono abbastanza simili alle femmine adulte, ma hanno la gola biancastra. All'interno della specie assistiamo ad alcune variazioni nella colorazione in base alla distribuzione geografica: la sottospecie nominale, che vive in Nordafrica, ad ovest del Nilo, è quella più chiara. La sottospecie atratus, diffusa in Iran, è al contrario la più scura.

### Voce
Il richiamo è molto diverso da quello della grandule del Senegal, una specie con la quale è strettamente imparentata che occupa la stessa area di diffusione. In volo, la grandule coronata emette un tchag-tchagarra potente, pronunciato e gutturale, ma può anche produrre un huiiik abbastanza simile al lamento di un gabbiano.

## Comportamento
La grandule coronata è sedentaria o leggermente erratica. Deboli spostamenti si verificano da marzo a ottobre in Marocco e da aprile a giugno in Ciad. In Pakistan, le popolazioni sono leggermente più numerose in inverno. Le granduli sono uccelli gregari che si posano e si spostano in gruppi numerosi, soprattutto quando vanno a dissetarsi. Una volta arrivate allo specchio d'acqua, aspettano un minuto o due, pronte ad alzarsi in volo al minimo rumore. Se non c'è alcun segno di pericolo, corrono verso l'acqua e bevono immergendo il becco e aspirando. Dopo aver bevuto, ogni uccello aspetta che tutto il gruppo sia pronto a ripartire.
Animali prudenti, le granduli trascorrono gran parte del tempo sul terreno, dove il colore del loro piumaggio le nasconde in modo efficace. Scavano piccole depressioni per riposare al fresco. Quando vengono disturbate, decollano quasi verticalmente e guadagnano rapidamente una grande altezza emettendo forti grida.

### Volo
Una grandule può volare più velocemente di un falco e può percorrere grandi distanze volando a 60 chilometri l'ora.

### Alimentazione
I semi costituiscono la parte principale della dieta delle granduli. Quando le trovano, mangiano anche bacche. La maggior parte delle specie si alimenta al mattino e alla sera, evitando di muoversi durante le ore più calde della giornata. Questi uccelli si abbeverano al mattino tra le 7:00 e le 9:00 in estate e dalle 9:00 alle 10:00 in inverno. Quando l'acqua scarseggia, le granduli possono fare a meno di bere per cinque giorni consecutivi. Tuttavia, nel caso esistano bacini idrici, volano in gruppo verso questi specchi d'acqua. Questi gruppi possono contare da venti a mille individui o anche più.

### Riproduzione
Nelle granduli coronate, il periodo di nidificazione ha luogo nei mesi di aprile e maggio. Il nido viene creato raschiando in una zona ricoperta da ciottoli o scavato nella sabbia, e talvolta circondato da uno spesso cordone di pietre. La femmina depone abitualmente due o tre uova punteggiate di bruno-rossastro che cova alternativamente con il maschio per un periodo che può variare da 19 a 30 giorni. Generalmente, la femmina cova durante il giorno. Il maschio si incarica di tale compito durante le notti e di solito dà il cambio alla compagna un'ora prima del tramonto. I pulcini appena schiusi sono ricoperti da uno spesso piumino macchiato che garantisce loro un eccellente camuffamento tra le pietre. Sono in grado di nutrirsi da soli, ma sono i genitori a rifornirli di acqua. È il maschio a occuparsi di questo compito: impregna d'acqua le piume del petto e poi ritorna al nido, a volte situato a più di 30 chilometri dallo specchio d'acqua, in modo che i piccoli pulcini possano succhiare l'acqua dal suo piumaggio.

## Distribuzione e habitat
È localmente comune nel Nordafrica (Marocco, Algeria, Ciad, Tunisia, Libia, Egitto) e nel Medio Oriente (Sinai, Arabia, Iran, Afghanistan, Pakistan), dove occupa quasi lo stesso areale della grandule del Senegal. Frequenta zone aride o semi-aride, deserti sassosi pianeggianti o ondulati. In alcune zone, vive su colline e montagne rivestite con un po' di vegetazione.

## Tassonomia
Ne vengono riconosciute cinque sottospecie:
- P. c. coronatus M. H. K. Lichtenstein, 1823, diffusa nel deserto del Sahara dal Marocco meridionale e dal Sahara Occidentale fino al Sudan centro-settentrionale e al mar Rosso;
- P. c. vastitas R. Meinertzhagen, 1928, diffusa nel Sinai (Egitto nord-orientale) e nelle aree limitrofe di Israele e Giordania;
- P. c. saturatus Kinnear, 1927, endemica delle regioni collinari dell'interno dell'Oman;
- P. c. atratus Hartert, 1902, diffusa dalle regioni meridionali di Arabia (fatta eccezione per l'interno dell'Oman) e Iran fino a quelle sud-occidentali di Afghanistan e Pakistan (Belucistan);
- P. c. ladas Koelz, 1954, endemica del Pakistan meridionale (Sindh).